# Ocyptamus lugubris
Ocyptamus lugubris är en tvåvingeart som först beskrevs av Philippi 1865.  Ocyptamus lugubris ingår i släktet Ocyptamus och familjen blomflugor. Inga underarter finns listade i Catalogue of Life.